# Buguias
Buguias est une municipalité de la province de Benguet aux Philippines.
Elle compte 14 barangays :
- Abatan ;
- Amgaleyguey ;
- Amlimay ;
- Baculongan Norte ;
- Bangao ;
- Buyacaoan ;
- Calamagan ;
- Catlubong ;
- Loo ;
- Natubleng ;
- Poblacion (Central) ;
- Baculongan Sur ;
- Lengaoan ;
- Sebang.